# Marie Simonsson
Marie Simonsson, född 28 januari 1959, är en svensk före detta friidrottare (medeldistans) som tävlade för klubben Hagunda IF.

## Personliga rekord
- 800 meter - 2.06,0 (Oslo 25 augusti 1976)
- 1 500 meter - 4.24,60 (Stockholm 6 augusti 1978)